# 稲葉俊太郎
稲葉 俊太郎（いなば しゅんたろう、1882年（明治15年）7月1日 - 没年不詳）は、日本の内務官僚。愛知県瀬戸市長。

## 経歴
佐賀県出身。1909年（明治42年）、東京帝国大学法科大学政治科を卒業し、1911年（明治44年）に高等文官試験に合格した。広島県警部、同警視、同理事官、青島守備軍民政部事務官、関東庁警務官、同事務官、神奈川県事務官、香川県警察部長、宮城県警察部長を歴任した。
1924年（大正13年）に休職となるが、1927年（昭和2年）に広島県書記官・警察部長として復帰し、山梨県書記官・内務部長、愛知県書記官・内務部長を務めた。
1933年（昭和8年）、瀬戸市長に就任した。